# Adetomyrma
Adetomyrma este un gen de furnici endemic în Madagascar. Muncitorii din acest gen sunt orbi. Specia tip Adetomyrma venatrix, a fost descrisă în 1994, genul fiind un membru atipic al tribului, Amblyoponini. Acest trib include furnicile Dracula, ai căror membri se pot hrăni cu hemolimfa larvelor și puștilor.

## Taxonomie
Adetomyrma a fost descris pentru prima dată ca un gen endemic malgaș monotipic de către Ward în 1994. Ward (1994) a atribuit acest gen lui Amblyoponini în cadrul subfamiliei Ponerinae pe baza  morfologiei lucrătorului din specia de tip Adetomyrma venatrix. Mai târziu, Bolton (2003) a ridicat acest trib la statutul de subfamilia ca Amblyoponinae.

## Biologie
Coloniile, dintre care prima a fost găsită într-un jurnal putrezit, pot conține până la 10.000 de muncitori, masculi înaripați și mai multe regine fără aripi (majoritatea speciilor de furnici prezintă regine înaripate). Muncitorii folosesc venin pentru a-și asoma prada care sunt aduse înapoi în colonie pentru ca larvele să se hrănească. Culoarea masculilor înaripați, un portocaliu mai închis decât muncitorii, sugerează că se dispersează zburând în alte colonii înainte de împerechere.

## Specii cunoscute
- Adetomyrma aureocuprea Yoshimura & Fisher, 2012
- Adetomyrma bressleri Yoshimura & Fisher, 2012
- Adetomyrma caputleae Yoshimura & Fisher, 2012
- Adetomyrma cassis Yoshimura & Fisher, 2012
- Adetomyrma caudapinniger Yoshimura & Fisher, 2012
- Adetomyrma cilium Yoshimura & Fisher, 2012
- Adetomyrma clarivida Yoshimura & Fisher, 2012
- Adetomyrma goblin Yoshimura & Fisher, 2012
- Adetomyrma venatrix Ward, 1994